# Parasesarma lepidum
Parasesarma lepidum is een krabbensoort uit de familie van de Sesarmidae. De wetenschappelijke naam van de soort is voor het eerst geldig gepubliceerd in 1950 door Tweedie.